# Tandi Dorji
Tandi Dorji (butanês: རྟ་མགྲིན་རྡོ་རྗེ; nascido em 2 de setembro de 1968) é um político butanês, quem é atualmente o Ministro das Relações Exteriores do Butão com o mandato desde 3 de novembro de 2018. Ele é membro da Assembleia Nacional do Butão, desde outubro de 2018.

## Educação
Tandi Dorji é Bacharel em Medicina e Bacharel em Cirurgia pelo Mymensingh Medical College, Universidade de Dhaka, Bangladesh Ele continuou seus estudos universitários com mestrado em Saúde Pública Internacional pela Universidade de Sydney, Austrália e mestrado em Administração de empresas pela Universidade de Camberra, Austrália. Ele concluiu seu mestrado em Saúde Pública Internacional pela University of Sydney, Austrália, e seu mestrado em Administração de empresas pela Universidade de Camberra, Austrália.
Os termos Bacharelado em Medicina e Bacharel em Cirurgia referem-se a dois diplomas universitários concedidos após cinco a seis anos de estudo de medicina ou cirurgia em universidades britânicas e em alguns países tradicionalmente britânicos, como Austrália ou Nova Zelândia. Teoricamente, esses bacharéis são dois graus completos, mas, na prática, costumam ser considerados um só. No Reino Unido, são graus equivalentes ao Doctor of Medicine.

## Carreira política
Antes de entrar na política, Tandi Dorji foi pediatra, pesquisadora de saúde pública e assessora técnica. Tandi Dorji é membro fundador e ex-presidente do Partido da Unidade do Butão, um dos quatro partidos políticos registrados no Butão. Ele competiu nas eleições de 2008 e 2013. Foi eleito para a Assembleia Nacional do Butão nas eleições de 2018 para o eleitorado de Lingmukha Toedwang, ganhando 3.154 votos ao derrotar o candidato do DPT, Sonam Wangyel Wang.
Em 3 de novembro de 2018, o primeiro-ministro Lotay Tshering anunciou oficialmente a estrutura de seu gabinete e Tandi Dorji foi nomeado ministro das Relações Exteriores do Butão. Em 7 de novembro de 2018, ele tomou posse como Ministro das Relações Exteriores do Butão no Gabinete.